# قوانين لا تطاق

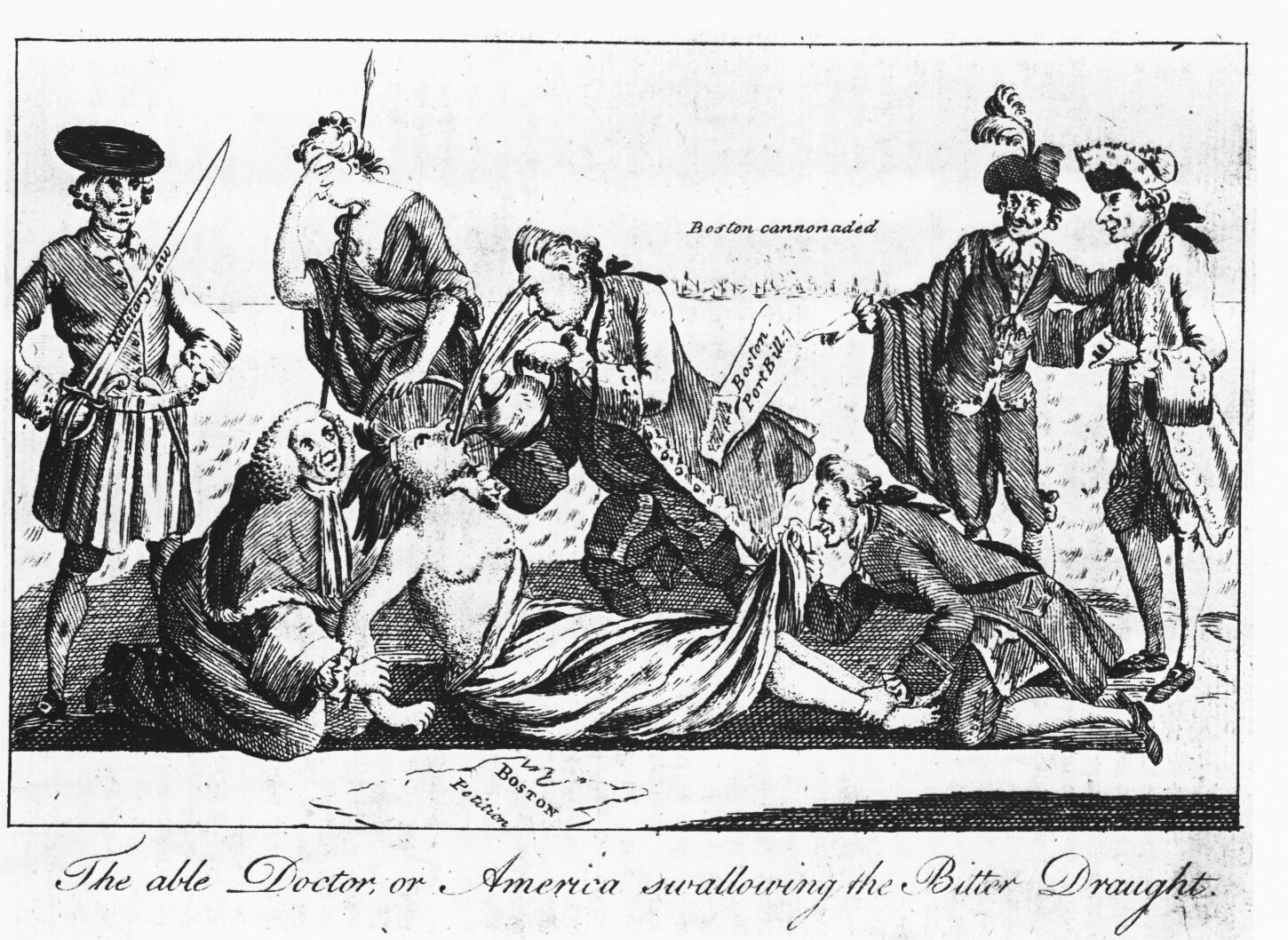
لوحة وطنية تصور القرارات القسرية على أنها آلية لقسر بيع الشاي على المرأة الأمريكية.

قرارات لا تطاق (بالإنجليزية: Intolerable Acts)‏ هو اسم أطلقه الوطنيون الأمريكيون على سلسلة من القوانين التي أصدرها البرلمان البريطاني في عام 1774 بعد حفلة شاي بوسطن. كان القصد من وراء تلك القوانين معاقبة مستوطنة ماساشوستس على عصيانهم ورميهم كمية كبيرة من شحنة شاي في ميناء بوسطن. كان اسم تلك القرارات في بريطانيا العظمى، القرارات القسرية.
بموجب تلك القرارات صودر حق ماساشوستس في الحكم الذاتي مما أطلق غضب مستوطني المستعمرات الثلاثة عشرة، مما أدى لاحقا إلى انطلاق الثورة الأمريكية في عام 1775.

## الخلفية
ازدادت العلاقة بين المستعمرات الثلاث عشرة والبرلمان البريطاني سوءًا على نحوٍ تدريجيٍ عقب حرب السنوات السبع (الحرب الفرنسية الهندية) عام 1763. تسببت الحرب في غرق الحكومة البريطانية في الديون، ولذلك صدق البرلمان البريطاني على سلسلة من القوانين لزيادة عائدات الضرائب من المستعمرات. اعتقد البرلمان أن هذه القوانين مثل قانون الطوابع لعام 1765 وقوانين تاونسند لعام 1767، هي وسيلة مشروعة لدفع المستعمرات إلى تحمل نصيبها من تكلفة الحفاظ على الإمبراطورية البريطانية. أدت الاحتجاجات إلى إلغاء قانون الطوابع وقانون تاونسند، إلا أن البرلمان تمسك بحقه في إصدار التشريعات وفرضها على المستعمرات «في جميع الظروف مهما كانت» كما ورد في القانون التصريحي لعام 1766.
يرى كثير من المستعمرين أنه لا يجوز مصادرة ممتلكات المواطن البريطاني (تحت غطاء الضرائب) بدون موافقته (بحجة تمثيل الحكومة للشعب) في ظل عدم تدوين دستور بريطاني. لم يكن البرلمان البريطاني ممثلا للمستعمرات بشكل مباشر، ولذلك فقد كان من البديهي ألا يكون للبرلمان الحق في فرض الضرائب على المستعمرات، وهو ما يعبر عنه بالشعار «لا تمثيل لا ضرائب». بالغ بعض كاتبي المقالات الاستعمارية في تبني وجهة النظر هذه بعد سن قوانين تاونسند، فبدأوا يشككون في الولاية القضائية الشرعية للبرلمان على المستعمرات. كان هذا التساؤل عن حدود سيادة البرلمان في المستعمرات هو المشكلة الأساسية التي أشعلت الثورة الأمريكية.

## الفقرة
أقدمت مجموعة من المستعمرين الوطنيين المرتبطين بمجموعة أبناء الحرية في تاريخ 16 ديسمبر 1773 على تدمير 342 صندوقٍ من الشاي في بوسطن بولاية ماساتشوستس، وعرف ذلك الحدث لاحقًا باسم حفل شاي بوسطن. شارك المستعمرون في هذا الهجوم بعد إقرار البرلمان لقانون الشاي، والذي منح شركة الهند الشرقية البريطانية حق احتكار مبيعات الشاي في المستعمرات لإنقاذ الشركة من الإفلاس. تسبب ذلك في تراجع تكلفة الشاي البريطاني. فُرضت ضريبة إضافية صغيرة إلى جانب ما سبق. استشاط المستعمرون غضبًا. وصلت أخبار حفل شاي بوسطن إلى إنجلترا في يناير 1774. رد البرلمان بإصدار أربعة قوانين. استهدفت ثلاثة من هذه القوانين معاقبة ماساتشوستس مباشرةً. تهدف القوانين إلى عقاب مخربي الممتلكات الخاصة، واستعادة السلطة البريطانية في ماساتشوستس، وإصلاح الحكومة الاستعمارية في أمريكا.

دافع رئيس الوزراء اللورد نورث بتاريخ 22 إبريل 1774، عن البرنامج أمام مجلس العموم قائلًا:
لقد قام الأميركيون بتعذيب رعاياكم بالقطران والريش، وسرقوا تجاركم، وأحرقوا سفنكم، ورفضوا الطاعة والانصياع لقوانينكم وسلطاتكم؛ ومع ذلك فقد كان سلوكنا معهم رحيمًا وصبرنا إلى أبعد الحدود، وأصبح من الواجب علينا في الوقت الحاضر أن نتخذ مسارًا مختلفًا. لا يمكننا تجنب المخاطرة بما نحبه مهما كانت العواقب، لأننا إن لم نخاطر فسينتهي كل شيء بالنسبة إلينا.

## الآثار
اعتبر المستعمرون القوانين التي لا تطاق انتهاكًا لحقوقهم الدستورية وحقوقهم الطبيعية ومواثيقهم الاستعمارية. رأى المستعمرون في هذه القوانين تهديدًا لحرية ساكني أميركا البريطانية، وليس فقط ولاية ماساتشوستس. صدرت التشريعات التي تدين هذه القوانين (قرارات لودون وفيرفاكس) سريعًا، ووصف ريتشارد هنري لي من ولاية فرجينيا هذه القوانين بأنها «نظام فاسد يهدف إلى القضاء على حرية أميركا».
نظر مواطنو بوسطن إلى القوانين التي لا تطاق على أنها عقوبة قاسية بدون مسوغ، وتفاقمت الكراهية أكثر نحو بريطانيا. انحاز الكثير من سكان بوسطن إلى الجانب المعادي للحكم البريطاني.
أرادت بريطانيا العظمى من هذه القوانين التي لا تطاق عزلَ المتطرفين في ماساتشوستس ودفع المستعمرين الأميركيين إلى الاعتراف بسلطة البرلمان بدلًا من جمعياتهم المنتخبة. جاءت المخاطرة المدبرة بنتائج عكسية: حيث تراجع المعتدلون عن الدفاع عن البرلمان والانتصار له بسبب قسوة بعض القوانين. لم تكن هناك أي فائدة من القوانين سوى إبعاد المستعمرات عن التاج البريطاني، وخلق حالة من التعاطف مع ماساتشوستس وتشجيع المستعمرين من كافة المستعمرات المختلفة على تشكيل لجان المراسلة التي أرسلت وفودًا إلى الكونغرس القاري الأول. أنشأ الكونغرس القاري الرابطة القارية، وهي اتفاقية لمقاطعة البضائع البريطانية. قرروا أيضًا إيقاف تصدير البضائع إلى بريطانيا العظمى إذا لم تلغى القوانين التي لا تطاق بعد عام واحد. تعهد الكونجرس بدعم ماساتشوستس إذا تعرضت لأي هجوم، وهو ما جعل جميع المستعمرات تشارك في حرب الاستقلال الأمريكية في ليكسينغتون وكونكورد.